# Ammothella thetidis
Ammothella thetidis är en havsspindelart som beskrevs av Clark, W.C. 1963. Ammothella thetidis ingår i släktet Ammothella och familjen Ammotheidae. Inga underarter finns listade i Catalogue of Life.